# To Play Some Music
To Play Some Music è un singolo del gruppo musicale statunitense Journey, estratto dal loro album Journey nel 1975.

## Descrizione
Un articolo sulla rivista musicale Cash Box affermava che "dai suoi riff d'organo di apertura puliti fino alle sue parti soliste rock, i Journey  esordiscono con un brano solido e ben prodotto".

## Formazione
- Gregg Rolie - voce solista, tastiera
- Neal Schon - chitarra solista, accompagnamento vocale, coro
- George Tickner - chitarra ritmica
- Ross Valory - basso, pianoforte, accompagnamento vocale, coro
- Aynsley Dunbar - batteria